# 緑ヶ丘 (厚木市)
緑ヶ丘（みどりがおか）は、神奈川県厚木市の地名。現行行政地名は緑ヶ丘一丁目から緑ヶ丘五丁目。住居表示実施済区域。

## 地理
厚木市のほぼ中央部にあり、住宅団地や工業団地を中心に発展している地区。近くには本厚木カントリークラブなどもある。

### 地価
住宅地の地価は、2023年（令和5年）1月1日の公示地価によれば、緑ケ丘4-2-24の地点で13万6000円/m2となっている。

## 歴史
- 1965年（昭和40年）4月1日 - 住居表示を実施。大字飯山、戸室、温水、林の各一部から緑ヶ丘一～四丁目が成立[7]。
- 1998年（平成10年）11月9日 - 住居表示を実施。温水、飯山の各一部から緑ヶ丘五丁目が成立[7]。

## 世帯数と人口
2021年（令和3年）3月1日現在（厚木市発表）の世帯数と人口は以下の通りである。
| 丁目         | 世帯数 | 人口    |
| ------------ | ------ | ------- |
| 緑ヶ丘一丁目 |        | 498人   |
| 緑ヶ丘二丁目 |        | 663人   |
| 緑ヶ丘三丁目 |        | 778人   |
| 緑ヶ丘四丁目 |        | 973人   |
| 緑ヶ丘五丁目 |        | 865人   |
| 計           |        | 3,777人 |

### 人口の変遷
国勢調査による人口の推移。
| 年                 | 人口  |
| ------------------ | ----- |
| 1995年（平成7年）  | 4,481 |
| 2000年（平成12年） | 4,918 |
| 2005年（平成17年） | 4,462 |
| 2010年（平成22年） | 3,995 |
| 2015年（平成27年） | 3,490 |
| 2020年（令和2年）  | 3,591 |

### 世帯数の変遷
国勢調査による世帯数の推移。
| 年                 | 世帯数 |
| ------------------ | ------ |
| 1995年（平成7年）  | 1,721  |
| 2000年（平成12年） | 2,086  |
| 2005年（平成17年） | 2,054  |
| 2010年（平成22年） | 1,859  |
| 2015年（平成27年） | 1,589  |
| 2020年（令和2年）  | 1,680  |

## 学区
市立小・中学校に通う場合、学区は以下の通りとなる（2022年10月時点）。
| 丁目         | 番地 | 小学校               | 中学校           |
| ------------ | ---- | -------------------- | ---------------- |
| 緑ヶ丘一丁目 | 全域 | 厚木市立緑ケ丘小学校 | 厚木市立林中学校 |
| 緑ヶ丘二丁目 | 全域 | 厚木市立緑ケ丘小学校 | 厚木市立林中学校 |
| 緑ヶ丘三丁目 | 全域 | 厚木市立緑ケ丘小学校 | 厚木市立林中学校 |
| 緑ヶ丘四丁目 | 全域 | 厚木市立緑ケ丘小学校 | 厚木市立林中学校 |
| 緑ヶ丘五丁目 | 全域 | 厚木市立緑ケ丘小学校 | 厚木市立林中学校 |

## 事業所
2021年（令和3年）現在の経済センサス調査による事業所数と従業員数は以下の通りである。
| 丁目         | 事業所数 | 従業員数 |
| ------------ | -------- | -------- |
| 緑ヶ丘一丁目 | 17事業所 | 96人     |
| 緑ヶ丘二丁目 | 22事業所 | 150人    |
| 緑ヶ丘三丁目 | 4事業所  | 10人     |
| 緑ヶ丘四丁目 | 3事業所  | 65人     |
| 緑ヶ丘五丁目 | 41事業所 | 1,481人  |
| 計           | 87事業所 | 1,802人  |

### 事業者数の変遷
経済センサスによる事業所数の推移。
| 年                 | 事業者数 |
| ------------------ | -------- |
| 2016年（平成28年） | 85       |
| 2021年（令和3年）  | 87       |

### 従業員数の変遷
経済センサスによる従業員数の推移。
| 年                 | 従業員数 |
| ------------------ | -------- |
| 2016年（平成28年） | 1,576    |
| 2021年（令和3年）  | 1,802    |

## 交通

### 鉄道
- 地区内に鉄道は通っていない。小田急小田原線本厚木駅が最寄り駅。

### 路線バス
- 神奈川中央交通
  - 厚25:厚木バスセンター - 本厚木駅 - 厚木高校 - 緑ヶ丘 - 厚木高校 - 本厚木駅 - 厚木バスセンター

## その他

### 日本郵便
- 郵便番号 : 243-0041[3]（集配局 : 厚木郵便局[17]）。